# Bricke

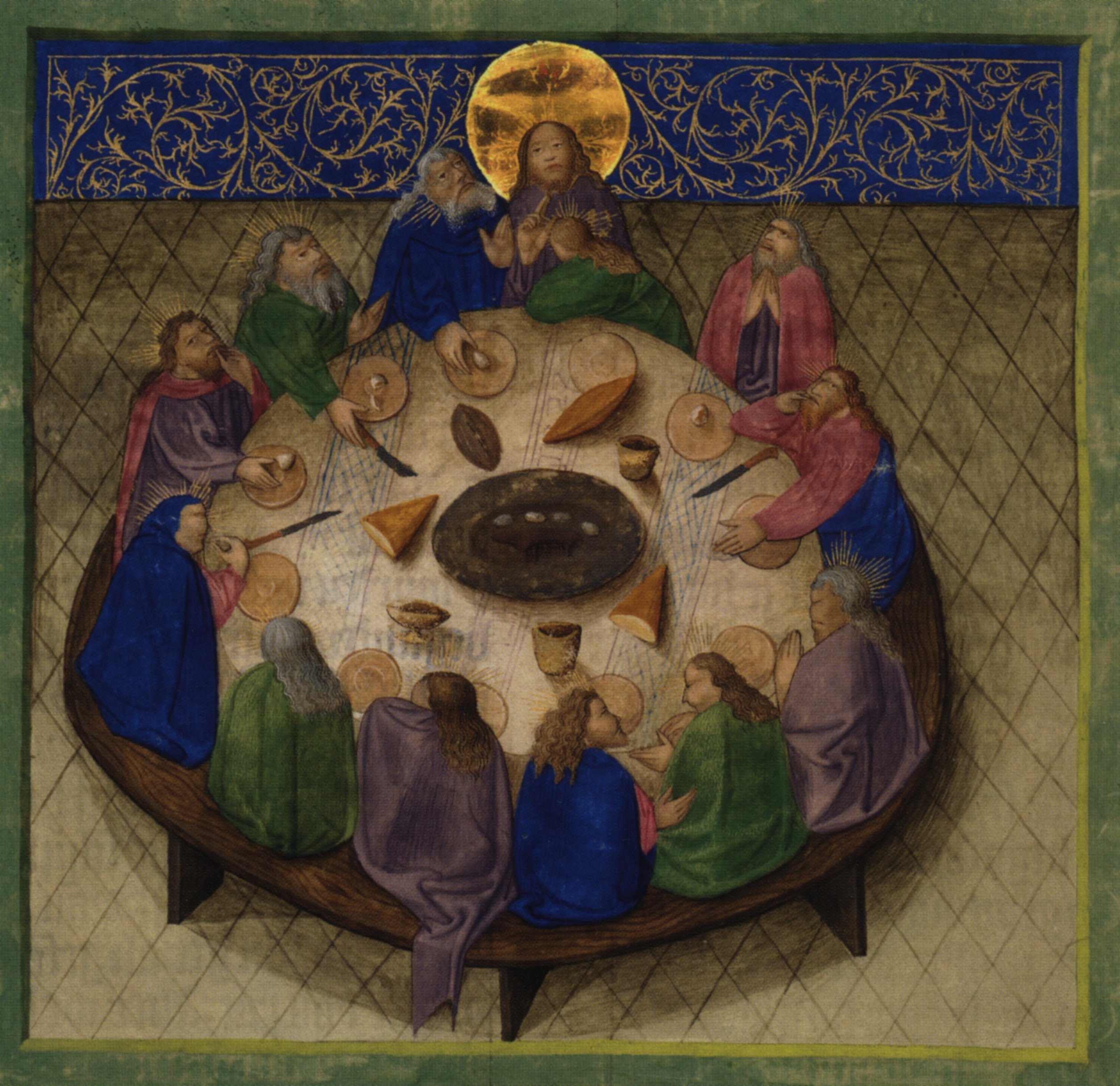
Runde Essbrettchen (Bricken) auf einer Abendmahlsdarstellung um 1430 (Ottheinrich-Bibel, Bayerische Staatsbibliothek, Cgm 8010)

Die Bricke ist ein im Niederdeutschen verbreitetes, aber außer Gebrauch gekommenes Wort mit zwei Bedeutungsfeldern:
Zum einen bezeichnet(e) es mancherorts den Speisefisch Flussneunauge.
Zum anderen benannte es runde (Holz-)Brettchen verschiedener Funktion und Größe:
- Runde, hölzerne Schneidunterlagen ohne Vertiefung, wie sie vom Mittelalter bis in die Neuzeit als Tellerersatz bei Mahlzeiten verwendet wurden. Darstellungen des Letzten Abendmahls Jesu sind für den Gebrauch dieses Tafelgeräts eine wichtige Bildquelle. In Norddeutschland bezeichnet man im ländlichen Raum ein Schneidebrett jeder Form, Farbe und Größe hin und wieder als (ein) "Bricken".
- Scheibenförmige „Steine“ aus beliebigem Material für Brettspiele (Mühle, Dame), auch als Dambrikken zitiert.

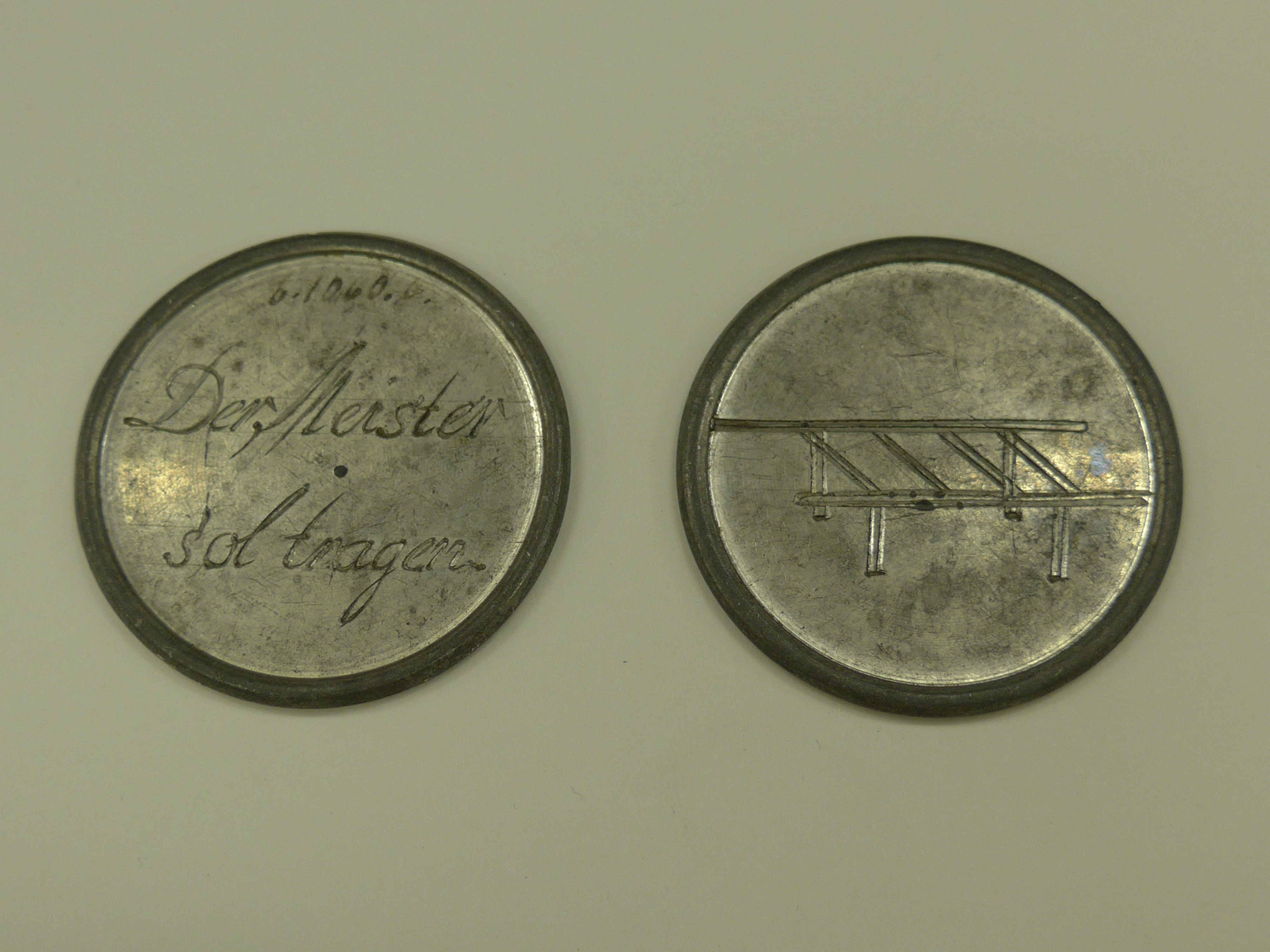
Botenzeichen (Bricke) einer Sterbekasse an die Mitglieder, die an der Reihe waren, den Sarg zu tragen. Zinn, graviert, Focke-Museum Bremen

- Hölzerne oder zinnerne Botenzeichen, die ein Abgesandter einer Korporation oder Totenlade den zu benachrichtigenden Adressaten als Ladungszeichen oder zur Aufforderung, als Sargträger zu fungieren, überbrachte (verschiedene Exemplare des späten 18. Jahrhunderts im Focke-Museum Bremen).
- Scheibenförmige Schwimmer zur Abdeckung der Milch in Milcheimern (u. a. Bremen, 19. Jahrhundert).
- Hölzerne Anhänger für Rindvieh waren mancherorts als Nachweis des Weiderechts in Gebrauch.[1]

## Nachweis
1. ↑  so in Bremen, 16. Jahrhundert bis 1832: Brettchen mit Brandstempel des Bremer Wappens und Jahreszahl. (Heinrich Smidt: Die Hollers und ihre Vorfahren, in: Johann Smidt, Der Familientag zur Dungen, 1867, S. 131)